# Championnat du monde de badminton par équipes mixtes 2017
Navigation
Dongguan 2015 Sudirman Cup 2019
La Sudirman Cup 2017 est la 15e édition de cette compétition, appelée également Championnat du monde de badminton par équipes mixtes.
Elle se déroule du 21 au 28 mai 2017 à Gold Coast en Australie. C'est la première fois que le pays, mais également l'Océanie, accueille cette compétition.
La compétition est remportée par la Corée du Sud qui bat en finale la Chine sur le score de 3 à 2. Les Coréens remportent ainsi leur 4e titre, le dernier datant de 2003 et stoppent la série de 6 victoires consécutives des Chinois.

## Lieu de la compétition
Lors du conseil de la BWF qui s'est déroulé en novembre 2014 à Lima au Pérou, Gold Coast a été choisie pour organiser la compétition. Glasgow était également candidate mais a été retenue pour organiser les championnats du monde 2017.
La compétition se déroule au Carrara Sport and Leisure Centre, un complexe construit pour les Jeux du Commonwealth de 2018.

## Nations engagées

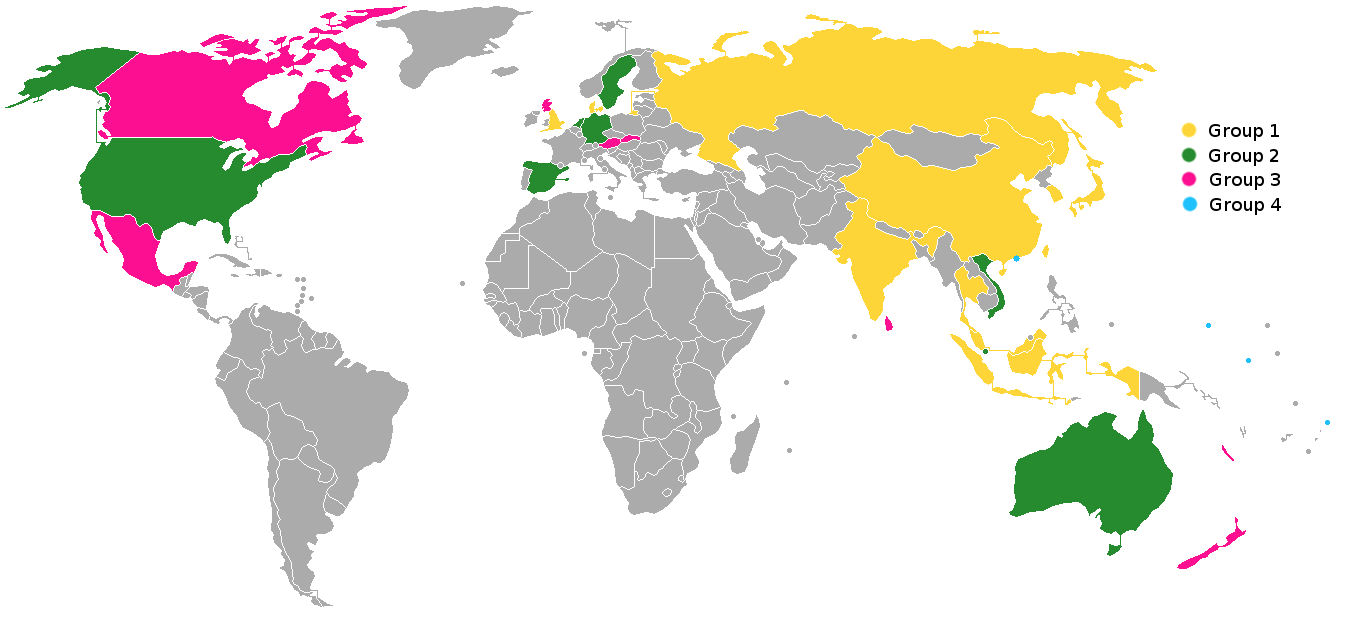
Nations participant à la Sudirman Cup 2017, avant le tirage au sort.

Il s'agit d'une épreuve sur invitation de la Fédération internationale de badminton. Cependant, certaines confédérations attribuent des places en fonction d'épreuves qualificatives, comme le Championnat d'Europe de badminton par équipes mixtes.
Les 32 équipes qui participent à la compétition :
- 10 pays de la Confédération européenne de badminton ;
- 13 pays de la Confédération asiatique de badminton ;
- 3 pays de la Confédération panaméricaine de badminton ;
- 6 pays de la Confédération de badminton d'Océanie ;
- aucun pays de la Confédération africaine de badminton.

## Tirage au sort
Le tirage au sort est effectué à partir des classements mondiaux arrêtés à la date du 2 mars 2017.
Pour classer les nations (article 3.4.3 du règlement de la Sudirman Cup) on additionne le total des points des joueurs les mieux classés de chaque nation dans chacune des 5 disciplines (simple hommes, simple dames, double hommes, double dames et double mixte).
Des groupes sont ensuite constitués, où des têtes de série sont désignées en fonction du classement établi précédemment.
En raison du retrait de quatre équipes (Mexique, Pays-Bas, Espagne et Suède) au cours des derniers jours précédant le tirage au sort, celui-ci est effectué le 17 mars 2017 avec 28 équipes au lieu de 32. Le 4e groupe initialement prévu a donc été supprimé et les 3 premiers groupes conservés :
- Groupe 1 : 12 équipes réparties en 4 sous-groupes de 3. Une phase préliminaire en poules permet de qualifier 2 équipes par sous-groupe pour les quarts de finale. À partir de là, les matches sont à élimination directe jusqu'à la finale. Seules les équipes du Groupe 1 jouent pour le titre.
- Groupe 2 : 8 équipes, réparties en 2 sous-groupes de 4. Une phase de poule permet d'établir un classement dans chaque sous-groupe. Ensuite, des matches ont lieu entre les 1er, 2e, 3e et 4e de chaque sous-groupe pour établir un classement.
- Groupe 3 : 8 équipes, selon le même format que le Groupe 2.

| Rang | Pays           | Points  |
| ---- | -------------- | ------- |
| 1    | Chine          | 359 843 |
| 2    | Danemark       | 334 544 |
| 3    | Corée du Sud   | 315 087 |
| 4    | Japon          | 313 853 |
| 5    | Malaisie       | 296 873 |
| 6    | Indonésie      | 289 727 |
| 7    | Thaïlande      | 266 335 |
| 8    | Taipei chinois | 249 965 |
| 9    | Inde           | 226 509 |
| 10   | Angleterre     | 207 930 |
| 11   | Hong Kong      | 195 775 |
| 12   | Russie         | 166 701 |

| Rang | Pays       | Points  |
| ---- | ---------- | ------- |
| 13   | Allemagne  | 156 839 |
| 14   | Singapour  | 140 819 |
| 15   | Australie  | 126 915 |
| 16   | Viêt Nam   | 121 569 |
| 17   | États-Unis | 107 606 |
| 18   | Écosse     | 95 524  |
| 19   | Canada     | 83 511  |
| 20   | Autriche   | 72 731  |

| Rang | Pays               | Points |
| ---- | ------------------ | ------ |
| 21   | Nouvelle-Zélande   | 35 447 |
| 22   | Sri Lanka          | 32 434 |
| 23   | Slovaquie          | 17 929 |
| 24   | Nouvelle-Calédonie | 15 400 |
| 25   | Macao              | 7 410  |
| 26   | Tahiti             | 6 160  |
| 27   | Fidji              | 0      |
| 28   | Guam               | 0      |

Le 4 avril, après le tirage au sort, l'équipe d'Angleterre annonce son forfait pour des raisons financières,. De fait, les groupes sont réorganisés : l'Allemagne est promue dans le groupe 1, la Nouvelle-Zélande dans le groupe 2 et le groupe 3 sera constitué de 7 équipes réparties en deux sous-groupes de 3 et 4 nations.

## Déroulement de la compétition
Tous les matches joués comptent pour le classement des joueurs.
Chaque rencontre se déroule en 5 matches : un simple hommes (SH), un simple dames (SD), un double hommes (DH), un double dames (DD) et un double mixte (MX). L'ordre des matches peut être modifié (il existe 6 possibilités) de façon qu'un joueur ne puisse pas jouer 2 matches consécutifs, pour optimiser le temps.
Lors des phases de poules, les 5 matches doivent être joués. Lors de la phase finale du Groupe 1 ou lors des matches de classement dans les autres groupes, la rencontre s'arrête dès qu'une équipe a remporté 3 matches.

## Groupe 1
| Qualifié pour les quarts de finale |

### Phase préliminaire (poules)

#### Groupe 1A
| Équipe    | Points | Joués | Gagnés | Perdus | Matches | Matches | Sets | Sets | Points | Points |
| Équipe    | Points | Joués | Gagnés | Perdus | +       | -       | +    | -    | +      | -      |
| --------- | ------ | ----- | ------ | ------ | ------- | ------- | ---- | ---- | ------ | ------ |
| Chine     | 2      | 2     | 2      | 0      | 9       | 1       | 19   | 2    | 440    | 311    |
| Thaïlande | 1      | 2     | 1      | 1      | 3       | 7       | 7    | 15   | 365    | 429    |
| Hong Kong | 0      | 2     | 0      | 2      | 3       | 7       | 7    | 16   | 384    | 449    |

| 21 mai | Chine                       | 4 - 1 | Hong Kong                     | Score               |
| ------ | --------------------------- | ----- | ----------------------------- | ------------------- |
| DH     | Fu Haifeng / Zhang Nan      | 1-0   | Law Cheuk Him / Lee Chun Hei  | 21-16, 26-24        |
| SD     | Sun Yu                      | 1-0   | Fan Ka Yan                    | 21-12, 21-13        |
| SH     | Lin Dan                     | 1-0   | Hu Yun                        | 21-14, 21-13        |
| DD     | Bao Yixin / Tang Jinhua     | 1-0   | Ng Tsz Yau / Yeung Nga Ting   | 21-11, 21-13        |
| MX     | Chen Qingchen / Zheng Siwei | 0-1   | Tang Chun Man / Tse Ying Suet | 21-10, 16-21, 18-21 |

| 22 mai | Thaïlande                                        | 3 - 2 | Hong Kong                            | Score               |
| ------ | ------------------------------------------------ | ----- | ------------------------------------ | ------------------- |
| DH     | Bodin Issara / Nipitphon Puangpuapech            | 1-0   | Or Chin Chung / Tang Chun Man        | 22-20, 17-21, 21-11 |
| SD     | Ratchanok Intanon                                | 1-0   | Yip Pui Yin                          | 21-14, 21-17        |
| SH     | Tanongsak Saensomboonsuk                         | 0-1   | Ng Ka Long Angus                     | 11-21, 16-21        |
| DD     | Jongkolphan Kititharakul / Rawinda Prajongjai    | 0-1   | Poon Lok Yan / Tse Ying Suet         | 15-21, 21-18, 14-21 |
| MX     | Dechapol Puavaranukroh / Sapsiree Taerattanachai | 1-0   | Chau Hoi Wah / Lee Chun Hei Reginald | 21-16, 21-16        |

| 24 mai | Chine                     | 5 - 0 | Thaïlande                                          | Score        |
| ------ | ------------------------- | ----- | -------------------------------------------------- | ------------ |
| DH     | Li Junhui / Liu Yuchen    | 1-0   | Kittinupong Kedren / Dechapol Puavaranukroh        | 21-11, 21-19 |
| SD     | Chen Yufei                | 1-0   | Pornpawee Chochuwong                               | 21-16, 21-15 |
| SH     | Chen Long                 | 1-0   | Khosit Phetpradab                                  | 21-13, 21-12 |
| DD     | Chen Qingchen / Jia Yifan | 1-0   | Jongkolphan Kititharakul / Sapsiree Taerattanachai | 23-21, 21-18 |
| MX     | Lu Kai / Huang Yaqiong    | 1-0   | Bodin Issara / Savitree Amitrapai                  | 21-8, 21-11  |

#### Groupe 1B
| Équipe         | Points | Joués | Gagnés | Perdus | Matches | Matches | Sets | Sets | Points | Points |
| Équipe         | Points | Joués | Gagnés | Perdus | +       | -       | +    | -    | +      | -      |
| -------------- | ------ | ----- | ------ | ------ | ------- | ------- | ---- | ---- | ------ | ------ |
| Taipei chinois | 2      | 2     | 2      | 0      | 7       | 3       | 15   | 9    | 464    | 415    |
| Corée du Sud   | 1      | 2     | 1      | 1      | 6       | 4       | 14   | 8    | 425    | 352    |
| Russie         | 0      | 2     | 0      | 2      | 2       | 8       | 5    | 17   | 328    | 450    |

| 21 mai | Corée du Sud                 | 4 - 1 | Russie                               | Score        |
| ------ | ---------------------------- | ----- | ------------------------------------ | ------------ |
| DH     | Kim Won-ho / Seo Seung-jae   | 0-1   | Vladimir Ivanov / Ivan Sozonov       | 18-21, 18-21 |
| SD     | Sung Ji-hyun                 | 1-0   | Evgeniya Kosetskaya                  | 21-10, 21-13 |
| SH     | Jeon Hyeok-jin               | 1-0   | Sergey Sirant                        | 21-6, 21-13  |
| DD     | Jung Kyung-eun / Kim Ha-na   | 1-0   | Ekaterina Bolotova / Alina Davletova | 21-7, 21-17  |
| MX     | Chae Yoo-jung / Choi Sol-gyu | 1-0   | Evgenia Dimova / Evgenij Dremin      | 21-14, 21-12 |

| 22 mai | Taipei chinois               | 4 - 1 | Russie                               | Score               |
| ------ | ---------------------------- | ----- | ------------------------------------ | ------------------- |
| MX     | Lee Chia-hsin / Wang Chi-lin | 1-0   | Ekaterina Bolotova / Vladimir Ivanov | 21-19, 21-11        |
| SH     | Chou Tien-chen               | 1-0   | Sergey Sirant                        | 21-7, 18-21, 21-16  |
| DH     | Lee Jhe-huei / Lee Yang      | 0-1   | Vladimir Ivanov / Ivan Sozonov       | 21-19, 19-21, 17-21 |
| SD     | Tai Tzu-ying                 | 1-0   | Evgeniya Kosetskaya                  | 21-13, 21-11        |
| DD     | Hsu Ya-ching / Wu Ti-jung    | 1-0   | Ekaterina Bolotova / Alina Davletova | 21-13, 24-22        |

| 24 mai | Corée du Sud                    | 2 - 3 | Taipei chinois                | Score               |
| ------ | ------------------------------- | ----- | ----------------------------- | ------------------- |
| DH     | Kim Duk-young / Park Kyung-hoon | 0-1   | Chen Hung-ling / Wang Chi-lin | 19-21, 13-21        |
| SD     | Sung Ji-hyun                    | 0-1   | Tai Tzu-ying                  | 15-21, 21-15, 14-21 |
| SH     | Son Wan-ho                      | 1-0   | Chou Tien-chen                | 21-18, 21-17        |
| DD     | Chang Ye-na / Lee So-hee        | 1-0   | Hsu Ya-ching / Wu Ti-jung     | 21-13, 21-18        |
| MX     | Choi Sol-gyu / Chae Yoo-jung    | 0-1   | Wang Chi-lin / Lee Chia-hsin  | 21-11, 18-21, 16-21 |

#### Groupe 1C
| Équipe    | Points | Joués | Gagnés | Perdus | Matches | Matches | Sets | Sets | Points | Points |
| Équipe    | Points | Joués | Gagnés | Perdus | +       | -       | +    | -    | +      | -      |
| --------- | ------ | ----- | ------ | ------ | ------- | ------- | ---- | ---- | ------ | ------ |
| Japon     | 2      | 2     | 2      | 0      | 7       | 3       | 15   | 8    | 420    | 371    |
| Malaisie  | 1      | 2     | 1      | 1      | 7       | 3       | 15   | 7    | 422    | 347    |
| Allemagne | 0      | 2     | 0      | 2      | 1       | 9       | 3    | 18   | 293    | 417    |

| 21 mai | Japon                              | 4 - 1 | Allemagne                         | Score               |
| ------ | ---------------------------------- | ----- | --------------------------------- | ------------------- |
| DH     | Takeshi Kamura / Keigo Sonoda      | 1-0   | Mark Lamsfuß / Marvin Emil Seidel | 21-12, 21-19        |
| SD     | Nozomi Okuhara                     | 1-0   | Yvonne Li                         | 21-10, 21-5         |
| SH     | Kenta Nishimoto                    | 0-1   | Marc Zwiebler                     | 8-21, 18-21         |
| DD     | Misaki Matsutomo / Ayaka Takahashi | 1-0   | Linda Efler / Lara Käpplein       | 21-11, 21-8         |
| MX     | Kenta Kazuno / Ayane Kurihara      | 1-0   | Isabel Herttrich / Mark Lamsfuß   | 21-17, 13-21, 21-16 |

| 23 mai | Malaisie                     | 5 - 0 | Allemagne                             | Score        |
| ------ | ---------------------------- | ----- | ------------------------------------- | ------------ |
| MX     | Tan Kian Meng / Lai Pei Jing | 1-0   | Mark Lamsfuß / Isabel Herttrich       | 21-17, 21-13 |
| SH     | Lee Chong Wei                | 1-0   | Fabian Roth                           | 21-12, 21-11 |
| DH     | Goh V Shem / Tan Wee Kiong   | 1-0   | Jones Ralfy Jansen / Josche Zurwonne  | 21-16, 21-19 |
| SD     | Goh Jin Wei                  | 1-0   | Fabienne Deprez                       | 21-10, 21-13 |
| DD     | Vivian Hoo / Woon Khe Wei    | 1-0   | Johann Goliszewski / Isabel Herttrich | 21-12, 21-11 |

| 24 mai | Japon                              | 3 - 2 | Malaisie                      | Score               |
| ------ | ---------------------------------- | ----- | ----------------------------- | ------------------- |
| DH     | Takeshi Kamura / Keigo Sonoda      | 1-0   | Goh V Shem / Tan Wee Kiong    | 18-21, 21-17, 21-16 |
| SD     | Akane Yamaguchi                    | 1-0   | Goh Jin Wei                   | 21-6, 21-17         |
| SH     | Yu Igarashi                        | 0-1   | Lee Chong Wei                 | 8-21, 5-21          |
| DD     | Misaki Matsutomo / Ayaka Takahashi | 1-0   | Chow Mei Kuan / Lee Meng Yean | 21-17, 21-18        |
| MX     | Yuta Watanabe / Arisa Higashino    | 0-1   | Tan Kian Meng / Lai Pei Jing  | 16-21, 21-16, 19-21 |

#### Groupe 1D
| Équipe    | Points | Joués | Gagnés | Perdus | Matches | Matches | Sets | Sets | Points | Points |
| Équipe    | Points | Joués | Gagnés | Perdus | +       | -       | +    | -    | +      | -      |
| --------- | ------ | ----- | ------ | ------ | ------- | ------- | ---- | ---- | ------ | ------ |
| Danemark  | 1      | 2     | 1      | 1      | 6       | 4       | 14   | 12   | 476    | 480    |
| Inde      | 1      | 2     | 1      | 1      | 5       | 5       | 12   | 11   | 415    | 419    |
| Indonésie | 1      | 2     | 1      | 1      | 4       | 6       | 11   | 14   | 468    | 460    |

| 22 mai | Danemark                                      | 4 - 1 | Inde                                       | Score               |
| ------ | --------------------------------------------- | ----- | ------------------------------------------ | ------------------- |
| MX     | Joachim Fischer Nielsen / Christinna Pedersen | 1-0   | Ashwini Ponnappa / Satwiksairaj Rankireddy | 21-15, 16-21, 21-17 |
| SH     | Viktor Axelsen                                | 1-0   | Ajay Jayaram                               | 21-12, 21-7         |
| DH     | Mathias Boe / Carsten Mogensen                | 1-0   | Manu Attri / Reddy B. Sumeth               | 21-17, 21-15        |
| SD     | Line Kjærsfeldt                               | 0-1   | Pusarla Venkata Sindhu                     | 18-21, 6-21         |
| DD     | Kamilla Rytter Juhl / Christinna Pedersen     | 1-0   | Ashwini Ponnappa / N. Sikki Reddy          | 18-21, 21-15, 23-21 |

| 23 mai | Indonésie                                        | 1 - 4 | Inde                                       | Score               |
| ------ | ------------------------------------------------ | ----- | ------------------------------------------ | ------------------- |
| MX     | Tontowi Ahmad / Gloria Emanuelle Widjaja         | 0-1   | Ashwini Ponnappa / Satwiksairaj Rankireddy | 20-22, 21-17, 19-21 |
| SH     | Jonatan Christie                                 | 0-1   | Srikanth Kidambi                           | 15-21, 16-21        |
| DH     | Marcus Fernaldi Gideon / Kevin Sanjaya Sukamuljo | 1-0   | Satwiksairaj Rankireddy / Chirag Shetty    | 21-9, 21-17         |
| SD     | Fitriani                                         | 0-1   | Pusarla Venkata Sindhu                     | 8-21, 19-21         |
| DD     | Della Destiara Haris / Rosyita Eka Putri Sari    | 0-1   | Ashwini Ponnappa / N. Sikki Reddy          | 12-21, 19-21        |

| 24 mai | Danemark                                      | 2 - 3 | Indonésie                                        | Score               |
| ------ | --------------------------------------------- | ----- | ------------------------------------------------ | ------------------- |
| MX     | Joachim Fischer Nielsen / Christinna Pedersen | 0-1   | Praveen Jordan / Debby Susanto                   | 12-21, 13-21        |
| SH     | Viktor Axelsen                                | 0-1   | Anthony Sinisuka Ginting                         | 21-13, 17-21, 14-21 |
| DH     | Mathias Boe / Carsten Mogensen                | 1-0   | Marcus Fernaldi Gideon / Kevin Sanjaya Sukamuljo | 16-21, 24-22, 23-21 |
| SD     | Mia Blichfeldt                                | 0-1   | Fitriani                                         | 24-22, 15-21, 14-21 |
| DD     | Kamilla Rytter Juhl / Christinna Pedersen     | 1-0   | Greysia Polii / Apriyani Rahayu                  | 21-18, 13-21, 21-13 |

### Phase finale (élimination directe)
À l'issue de la phase de poules, les 4 premiers de chacune d'entre elles sont hiérarchisés en fonction du classement établi au début de la compétition et prennent une place de quart de finaliste. Les autres places sont attribuées aux 4 seconds de chaque poule à l'aide d'un tirage au sort (articles 5.5 et 5.6 du règlement de la Sudirman Cup). Ainsi, certaines nations s'étant affrontées en poule peuvent se retrouver en quarts de finale.

#### Tableau
|  | Quarts de finale | Quarts de finale |              |   | Demi-finales | Demi-finales |  |  | Finale | Finale |
|  | Quarts de finale | Quarts de finale |              |   | Demi-finales | Demi-finales |  |  | Finale | Finale |
|  |                  |                  |              |   |              |              |  |  |        |        |
|  | 26 mai           | 26 mai           |              |   | 27 mai       | 27 mai       |  |  | 27 mai | 27 mai |
|  | 26 mai           | 26 mai           |              |   | 27 mai       | 27 mai       |  |  | 27 mai | 27 mai |
|  | Chine            | 3                |              |   | 27 mai       | 27 mai       |  |  | 27 mai | 27 mai |
|  | Chine            | 3                |              |   | 27 mai       | 27 mai       |  |  | 27 mai | 27 mai |
|  | Inde             | 0                |              |   | 27 mai       | 27 mai       |  |  | 27 mai | 27 mai |
|  | Inde             | 0                | Chine        | 3 |              |              |  |  | 27 mai | 27 mai |
|  | 26 mai           |                  | Chine        | 3 |              |              |  |  | 27 mai | 27 mai |
|  |                  | Japon            | 2            |   |              |              |  |  | 27 mai | 27 mai |
|  | Japon            | Japon            | 2            | 3 |              |              |  |  | 27 mai | 27 mai |
|  | Japon            |                  |              | 3 |              |              |  |  | 27 mai | 27 mai |
|  | Malaisie         | 1                |              |   |              |              |  |  | 27 mai | 27 mai |
|  | Malaisie         | 1                | Chine        | 2 |              |              |  |  |        |        |
|  | 25 mai           |                  | Chine        | 2 |              |              |  |  |        |        |
|  |                  | Corée du Sud     | 3            |   |              |              |  |  |        |        |
|  | Corée du Sud     | Corée du Sud     | 3            | 3 |              |              |  |  |        |        |
|  | Corée du Sud     | 27 mai           |              | 3 |              |              |  |  |        |        |
|  | Taipei chinois   | 1                |              |   |              |              |  |  |        |        |
|  | Taipei chinois   | 1                | Corée du Sud | 3 |              |              |  |  |        |        |
|  | 25 mai           |                  | Corée du Sud | 3 |              |              |  |  |        |        |
|  |                  | Thaïlande        | 1            |   |              |              |  |  |        |        |
|  | Thaïlande        | Thaïlande        | 1            | 3 |              |              |  |  |        |        |
|  | Thaïlande        |                  |              | 3 |              |              |  |  |        |        |
|  | Danemark         | 2                |              |   |              |              |  |  |        |        |
|  | Danemark         | 2                |              |   |              |              |  |  |        |        |

#### Quarts de finale
| 26 mai | Chine                   | 3 - 0 | Inde                                       | Score               |
| ------ | ----------------------- | ----- | ------------------------------------------ | ------------------- |
| MX     | Lu Kai / Huang Yaqiong  | 1-0   | Satwiksairaj Rankireddy / Ashwini Ponnappa | 16-21, 21-13, 21-16 |
| SH     | Chen Long               | 1-0   | Srikanth Kidambi                           | 21-16, 21-17        |
| DH     | Fu Haifeng / Zhang Nan  | 1-0   | Satwiksairaj Rankireddy / Chirag Shetty    | 21-9, 21-11         |
| SD     | He Bingjiao             | -     | Pusarla Venkata Sindhu                     | non disputé         |
| DD     | Bao Yixin / Tang Jinhua | -     | Ashwini Ponnappa / N. Sikki Reddy          | non disputé         |

| 26 mai | Japon                              | 3 - 1 | Malaisie                     | Score               |
| ------ | ---------------------------------- | ----- | ---------------------------- | ------------------- |
| DH     | Takeshi Kamura / Keigo Sonoda      | 1-0   | Goh V Shem / Tan Wee Kiong   | 21-17, 16-21, 21-11 |
| SD     | Nozomi Okuhara                     | 1-0   | Soniia Cheah                 | 21-11, 21-9         |
| SH     | Kenta Nishimoto                    | 0-1   | Lee Chong Wei                | 15-21, 13-21        |
| DD     | Misaki Matsutomo / Ayaka Takahashi | 1-0   | Vivian Hoo / Woon Khe Wei    | 21-7, 21-14         |
| MX     | Yuta Watanabe / Arisa Higashino    | -     | Tan Kian Meng / Lai Pei Jing | non disputé         |

| 25 mai | Corée du Sud                 | 3 - 1 | Taipei chinois               | Score               |
| ------ | ---------------------------- | ----- | ---------------------------- | ------------------- |
| DH     | Choi Sol-gyu / Seo Seung-jae | 1-0   | Lee Jhe-huei / Lee Yang      | 21-16, 14-21, 21-17 |
| SD     | Sung Ji-hyun                 | 0-1   | Tai Tzu-ying                 | 14-21, 24-26        |
| SH     | Son Wan-ho                   | 1-0   | Chou Tien-chen               | 13-21, 21-18, 23-21 |
| DD     | Chang Ye-na / Lee So-hee     | 1-0   | Hsu Ya-ching / Wu Ti-jung    | 21-13, 21-18        |
| MX     | Chae Yoo-jung / Choi Sol-gyu | -     | Lee Chia-hsin / Wang Chi-lin | non disputé         |

| 25 mai | Thaïlande                                          | 3 - 2 | Danemark                                   | Score               |
| ------ | -------------------------------------------------- | ----- | ------------------------------------------ | ------------------- |
| MX     | Dechapol Puavaranukroh / Sapsiree Taerattanachai   | 1-0   | Mathias Christiansen / Sara Thygesen       | 21-19, 21-19        |
| SH     | Tanongsak Saensomboonsuk                           | 0-1   | Viktor Axelsen                             | 15-21, 6-21         |
| DH     | Bodin Issara / Nipitphon Puangpuapech              | 0-1   | Mads Conrad-Petersen / Mads Pieler Kolding | 21-15, 18-21, 16-21 |
| SD     | Ratchanok Intanon                                  | 1-0   | Line Kjærsfeldt                            | 21-15, 21-14        |
| DD     | Jongkolphan Kititharakul / Sapsiree Taerattanachai | 1-0   | Kamilla Rytter Juhl / Christinna Pedersen  | 21-15, 21-12        |

#### Demi-finales
| 27 mai | Chine                       | 3 - 2 | Japon                              | Score               |
| ------ | --------------------------- | ----- | ---------------------------------- | ------------------- |
| MX     | Zheng Siwei / Chen Qingchen | 0-1   | Yuta Watanabe / Arisa Higashino    | 12-21, 21-14, 19-21 |
| SH     | Lin Dan                     | 1-0   | Kenta Nishimoto                    | 21-19, 21-16        |
| DH     | Li Junhui / Liu Yuchen      | 1-0   | Takeshi Kamura / Keigo Sonoda      | 23-21, 21-16        |
| SD     | Sun Yu                      | 0-1   | Akane Yamaguchi                    | 17-21, 15-21        |
| DD     | Chen Qingchen / Jia Yifan   | 1-0   | Misaki Matsutomo / Ayaka Takahashi | 21-12, 21-19        |

| 27 mai | Corée du Sud                 | 3 - 1 | Thaïlande                                          | Score               |
| ------ | ---------------------------- | ----- | -------------------------------------------------- | ------------------- |
| MX     | Choi Sol-gyu / Chea Yoo-jung | 0-1   | Dechapol Puavaranukroh / Sapsiree Taerattanachai   | 16-21, 12-21        |
| SH     | Son Wan-ho                   | 1-0   | Suppanyu Avihingsanon                              | 18-21, 21-10, 21-17 |
| DH     | Choi Sol-gyu / Seo Seung-Jae | 1-0   | Bodin Issara / Dechapol Puavaranukroh              | 21-13, 21-16        |
| SD     | Sung Ji-hyun                 | 1-0   | Ratchanok Intanon                                  | 21-13, 21-17        |
| DD     | Chang Ye-na / Lee So-hee     | -     | Jongkolphan Kititharakul / Sapsiree Taerattanachai | non disputé         |

#### Finale
| 28 mai | Chine                     | 2 - 3 | Corée du Sud                 | Score        |
| ------ | ------------------------- | ----- | ---------------------------- | ------------ |
| DH     | Fu Haifeng / Zhang Nan    | 1-0   | Choi Sol-gyu / Seo Seung-jae | 21-14, 21-15 |
| SD     | He Bingjiao               | 0-1   | Sung Ji-hyun                 | 12-21, 16-21 |
| SH     | Chen Long                 | 1-0   | Jeon Hyeok-jin               | 21-10, 21-10 |
| DD     | Chen Qingchen / Jia Yifan | 0-1   | Chang Ye-na / Lee So-hee     | 19-21, 13-21 |
| MX     | Lu Kai / Juang Yaqiong    | 0-1   | Choi Sol-gyu / Chea Yoo-jung | 17-21, 13-21 |

## Groupe 2

### Phase préliminaire (poules)

#### Groupe 2A
| Équipe           | Points | Joués | Gagnés | Perdus | Matches | Matches | Sets | Sets | Points | Points |
| Équipe           | Points | Joués | Gagnés | Perdus | +       | -       | +    | -    | +      | -      |
| ---------------- | ------ | ----- | ------ | ------ | ------- | ------- | ---- | ---- | ------ | ------ |
| Viêt Nam         | 3      | 3     | 3      | 0      | 13      | 2       | 28   | 6    | 685    | 500    |
| Canada           | 2      | 3     | 2      | 1      | 8       | 7       | 17   | 19   | 648    | 640    |
| Écosse           | 1      | 3     | 1      | 2      | 7       | 8       | 18   | 19   | 663    | 650    |
| Nouvelle-Zélande | 0      | 3     | 0      | 3      | 2       | 13      | 9    | 28   | 525    | 731    |

| 21 mai | Viêt Nam                         | 4 - 1 | Nouvelle-Zélande                             | Score               |
| ------ | -------------------------------- | ----- | -------------------------------------------- | ------------------- |
| MX     | Do Tuan Duc / Pham Nhu Thao      | 1-0   | Oliver Leydon-Davis / Susannah Leydon-Davis  | 21-13, 18-21, 22-20 |
| SH     | Nguyễn Tiến Minh                 | 1-0   | Dylan Soedjasa                               | 21-8, 21-7          |
| DH     | Do Tuan Duc / Pham Hong Nam      | 0-1   | Kevin Dennerly-Minturn / Oliver Leydon-Davis | 18-21, 21-14, 12-21 |
| SD     | Vu Thi Trang                     | 1-0   | Sally Fu                                     | 21-6, 21-5          |
| DD     | Nguyen Thuy Linh / Pham Nhu Thao | 1-0   | Anoka Pak / Danielle Tahuri                  | 21-16, 21-11        |

| 21 mai | Écosse                               | 2 - 3 | Canada                             | Score               |
| ------ | ------------------------------------ | ----- | ---------------------------------- | ------------------- |
| MX     | Adam Hall / Eleanor O'Donnell        | 1-0   | Rachel Honderich / Nyl Yakura      | 14-21, 21-17, 21-10 |
| SH     | Kieran Merrilees                     | 1-0   | Jason Anthony Ho-Shue              | 21-18, 21-12        |
| SD     | Kirsty Gilmour                       | 0-1   | Michelle Li                        | 12-21, 24-22, 18-21 |
| DH     | Martin Campbell / Patrick MacHugh    | 0-1   | Jason Anthony So-Shue / Nyl Yakura | 24-22, 21-23, 17-21 |
| DD     | Julie MacPherson / Eleanor O'Donnell | 0-1   | Rachel Honderich / Michelle Li     | 6-21, 12-21         |

| 23 mai | Viêt Nam                     | 5 - 0 | Canada                          | Score        |
| ------ | ---------------------------- | ----- | ------------------------------- | ------------ |
| MX     | Do Tuan Duc / Pham Nhu Thao  | 1-0   | Nyl Yakura / Brittney Tam       | 21-13, 21-18 |
| SH     | Nguyễn Tiến Minh             | 1-0   | Jason Anthony Ho-Shue           | 21-19, 21-11 |
| DH     | Do Tuan Duc / Pham Hong Nam  | 1-0   | Philippe Gaumond / Maxime Marin | 21-18, 21-18 |
| SD     | Nguyen Thuy Linh             | 1-0   | Brittney Tam                    | 21-12, 21-12 |
| DD     | Pham Nhu Thao / Vu Thi Trang | 1-0   | Michelle Tong / Josephine Wu    | 21-9, 21-13  |

| 23 mai | Écosse                            | 4 - 1 | Nouvelle-Zélande                             | Score               |
| ------ | --------------------------------- | ----- | -------------------------------------------- | ------------------- |
| DH     | Martin Campbelle / Patrick Macugh | 1-0   | Kevin Dennerly-Minturn / Oliver Leydon-Davis | 19-21, 21-10, 21-15 |
| SD     | Kirsty Gilmour                    | 1-0   | Gaea Galvez                                  | 21-5, 21-9          |
| SH     | Kieran Merrilees                  | 1-0   | Oscar Guo                                    | 21-15, 21-18        |
| DD     | Lirsty Gilmour / Julie MacPherson | 1-0   | Sally Fu / Danielle Tahuri                   | 21-9, 21-7          |
| MX     | Adam Hall / Eleanor O'Donnell     | 0-1   | Oliver Leydon-Davis / Susannah Leydon-Davis  | 17-21, 21-12, 13-21 |

| 24 mai | Canada                             | 5 - 0 | Nouvelle-Zélande                             | Score               |
| ------ | ---------------------------------- | ----- | -------------------------------------------- | ------------------- |
| DH     | Jason Anthony Ho-Shue / Nyl Yakura | 1-0   | Kevin Dennerly-Minturn / Oliver Leydon-Davis | 22-20, 16-21, 21-19 |
| SD     | Rachel Honderich                   | 1-0   | Sally Fu                                     | 21-5, 21-18         |
| SH     | Jason Anthony Ho-Shue              | 1-0   | Dylan Soedjasa                               | 21-12, 21-6         |
| DD     | Rachel Honderich / Michelle Li     | 1-0   | Anona Pak / Danielle Tahuri                  | 19-21, 21-14, 21-14 |
| MX     | Nyl Yukara / Josephine Wu          | 1-0   | Oliver Leydon-Davis / Susannah Leydon-Davis  | 9-21, 21-10, 21-18  |

| 24 mai | Viêt Nam                     | 4 - 1 | Écosse                            | Score               |
| ------ | ---------------------------- | ----- | --------------------------------- | ------------------- |
| MX     | Do Tuan Duc / Pham Nhu Thao  | 1-0   | Adam Hall / Eleanor O'Donnell     | 21-15, 21-16        |
| SH     | Nguyen Tin Minh              | 1-0   | Kieran Merrilees                  | 21-12, 21-12        |
| SD     | Vu Thi Trang                 | 1-0   | Kirsty Gilmour                    | 21-19, 21-17        |
| DH     | Do Tuan Duc / Pham Hong Nam  | 1-0   | Martin Campbell / Patrick MacHugh | 21-16, 16-21, 21-11 |
| DD     | PHam Nhu Thao / Vu Thi Trang | 0-1   | Kirsty Gilmour / Julie MacPherson | 16-21, 21-13, 16-21 |

#### Groupe 2B
| Équipe     | Points | Joués | Gagnés | Perdus | Matches | Matches | Sets | Sets | Points | Points |
| Équipe     | Points | Joués | Gagnés | Perdus | +       | -       | +    | -    | +      | -      |
| ---------- | ------ | ----- | ------ | ------ | ------- | ------- | ---- | ---- | ------ | ------ |
| Singapour  | 3      | 3     | 3      | 0      | 14      | 1       | 28   | 5    | 674    | 494    |
| Australie  | 2      | 3     | 2      | 1      | 10      | 5       | 20   | 10   | 567    | 466    |
| États-Unis | 1      | 3     | 1      | 2      | 4       | 11      | 10   | 22   | 527    | 581    |
| Autriche   | 0      | 3     | 0      | 3      | 2       | 13      | 6    | 27   | 439    | 666    |

| 22 mai | Australie                          | 4 - 1 | États-Unis                   | Score        |
| ------ | ---------------------------------- | ----- | ---------------------------- | ------------ |
| MX     | Setyana Mapasa / Sawan Serasinghe  | 1-0   | Vinson Chiu / Jamie Subandhi | 21-10, 21-12 |
| SH     | Anthony Joe                        | 0-1   | Timothy Lam                  | 14-21, 18-21 |
| DH     | Matthew Chau / Sawan Serasinghe    | 1-0   | Kyle Emerick / Darren Yang   | 21-19, 21-17 |
| SD     | Hsuan-Yu Wendy Chen                | 1-0   | Jennie Gai                   | 21-18, 21-9  |
| DD     | Setyana Mapasa / Gronya Somerville | 1-0   | Annie Xu / Kerry Xu          | 21-15, 21-18 |

| 22 mai | Singapour                           | 5 - 0 | Autriche                          | Score               |
| ------ | ----------------------------------- | ----- | --------------------------------- | ------------------- |
| MX     | Danny Bawa Chrisnanta / Tan Wei Han | 1-0   | Antonia Meinke / Roman Zirnwald   | 21-8, 21-12         |
| SH     | Ng Zin Rei Ryan                     | 1-0   | Leon Seiwald                      | 22-20, 19-21, 21-17 |
| DH     | Hee Yong Kai Terry / Loh Kean Hean  | 1-0   | Dominik Stipsits / Roman Zirnwald | 19-21, 21-17, 21-16 |
| SD     | Yeo Jia Min                         | 1-0   | Katharina Hochmeir                | 21-5, 21-8          |
| DD     | Ong Ren-ne / Wong Jia Ying Crystal  | 1-0   | Serena Au Yeong / Antonia Meinke  | 21-14, 21-18        |

| 23 mai | Australie                           | 5 - 0 | Autriche                          | Score        |
| ------ | ----------------------------------- | ----- | --------------------------------- | ------------ |
| MX     | Sawan Serasinghe / Setyana Mapasa   | 1-0   | Luka Wraber / Serena Au Yeong     | 21-13, 21-12 |
| SH     | Ashwant Gobinathan                  | 1-0   | Vilson Vattanirappel              | 21-11, 21-10 |
| DH     | Matthew Chau / Sawan Serasinghe     | 1-0   | Dominik Stipsits / Roman Zirnwald | 21-11, 21-12 |
| SD     | Hsuan-Yu Wendy Chen                 | 1-0   | Katharina Hochmeir                | 21-7, 21-10  |
| DD     | Setyana Mapasa / Gronya Sommerville | 1-0   | Serena Au Yeong / Antonia Meinke  | 21-13, 21-11 |

| 23 mai | Singapour                             | 5 - 0 | États-Unis                    | Score              |
| ------ | ------------------------------------- | ----- | ----------------------------- | ------------------ |
| DH     | Danny Bawa Chrisnanta / Loh Kean Hean | 1-0   | Vinson Chiu / Timothy Lam     | 21-10,21-12        |
| SD     | Chua Hui Zhen Grace                   | 1-0   | Crystal Pan                   | 21-16,21-16        |
| SH     | Ng Zin Rei Ryan                       | 1-0   | Nicholas Robert Henson Waller | 21-12,21-8         |
| DD     | Ong Ren)Ne / Wong Jia Ying Crystal    | 1-0   | Annie Xu / Kerry Xu           | 18-21, 21-15,22-20 |
| MX     | Hee Yong Kai Terry / Tan Wei Han      | 1-0   | Kyle Emerick / Jennie Gai     | 21-15,21-15        |

| 24 mai | États-Unis                   | 3 - 2 | Autriche                          | Score               |
| ------ | ---------------------------- | ----- | --------------------------------- | ------------------- |
| SH     | Timothy Lam                  | 0-1   | Luka Wraber                       | 19-21, 13-21        |
| SD     | Jamie Subandhi               | 1-0   | Katharina Hochmeir                | 21-7, 21-8          |
| DH     | Kyl Emerick / Darren Yang    | 0-1   | Dominik Stipsits / Roman Zirnwald | 21-15, 18-21, 10-21 |
| DD     | Annie Xu / Kerry Xu          | 1-0   | Serena Au Yeong / Antonia Meinke  | 21-12, 21-3         |
| MX     | Vinson Chiu / Jamie Subandhi | 1-0   | Roman Zirnwald / Antonia Meinke   | 21-18, 21-7         |

| 25 mai | Singapour                                  | 4 - 1 | Australie                           | Score        |
| ------ | ------------------------------------------ | ----- | ----------------------------------- | ------------ |
| MX     | Hee Yong Kai Terry / Tan Wei Han           | 1-0   | Sawan Serasinghe / Setyana Mapasa   | 21-16, 21-6  |
| SH     | Ng Zin Rei Ryan                            | 1-0   | Ashwant Gobinathan                  | 21-16, 21-14 |
| DH     | Danny Bawa Chrisnanta / Hee Yong Kai Terry | 1-0   | Matthew Chau / Sawan Serasinghe     | 21-14, 23-21 |
| SD     | Yeo Jia Min                                | 1-0   | Hsuan-Yu Wendy Chen                 | 21-11, 21-17 |
| DD     | Ong Ren-Ne / Wong Jia Ying Crystal         | 0-1   | Setyana Mapasa / Gronya Sommerville | 11-21, 15-21 |

### Matches de classement
| Match pour la 13e place |                                  |       |                                               |              |
| 26 mai                  | Viêt Nam                         | 3 - 1 | Singapour                                     | Score        |
| MX                      | Do Tuan Duc / Pham Nhu Thao      | 1-0   | Danny Bawa Chrisnanta / Wong Jia Ying Crystal | 21-18, 23-21 |
| SH                      | Nguyễn Tiến Minh                 | 1-0   | Ng Zin Rei Ryan                               | 25-23, 21-9  |
| DH                      | Do Tuan Duc / Pham Hong Nam      | 0-1   | Danny Bawa Chrisnanta / Hee Yong Kai Terry    | 12-21, 16-21 |
| SD                      | Vu Thi Trang                     | 1-0   | Chua Hui Zhen Grace                           | 21-11, 21-11 |
| DD                      | Nguyen Thuy Linh / Pham Nhu Thao | -     | Ong Ren-Ne / Wong Jia Ying Crystal            | non disputé  |

| Match pour la 15e place |                                    |       |                                    |                     |
| 26 mai                  | Canada                             | 2 - 3 | Australie                          | Score               |
| MX                      | Nyl Yakura / Josephine Wu          | 0-1   | Sawan Serasinghe / Setyana Mapasa  | 13-21, 16-21        |
| SH                      | Jason Anthony Ho-Shue              | 1-0   | Anthony Joe                        | 21-17, 21-5         |
| SD                      | Michelle Li                        | 1-0   | Hsuan-Yu Wendy Chen                | 21-19, 21-17        |
| DH                      | Jason Anthony Ho-Shue / Nyl Yakura | 0-1   | Matthew Chau / Sawan Serasinghe    | 22-20, 19-21, 18-21 |
| DD                      | Rachel Honderich / Michelle Li     | 0-1   | Setyana Mapasa / Gronya Somerville | 12-21, 21-13, 17-21 |

| Match pour la 17e place |                                    |       |                               |              |
| 26 mai                  | Écosse                             | 3 - 0 | États-Unis                    | Score        |
| DH                      | Martin Campbell / Patrick MacHugh  | 1-0   | Vinson Chiu / Timothy Lam     | 21-12, 21-15 |
| SD                      | Kirsty Gilmour                     | 1-0   | Jamie Subandhi                | 21-9, 21-17  |
| SH                      | Kieran Merrilees                   | 1-0   | Nicholas Robert Henson Waller | 21-7, 21-9   |
| DD                      | Rebekka Findlay / Julie MacPherson | -     | Crystal Pan / Annie Xu        | non disputé  |
| MX                      | Adam Hall / Eleanor O'Donnell      | -     | Darren Yang / Jennie Gai      | non disputé  |

| Match pour la 19e place |                                              |       |                                   |                     |
| 26 mai                  | Nouvelle-Zélande                             | 3 - 1 | Autriche                          | Score               |
| MX                      | Oliver Leydon-Davis / Susannah Leydon-Davis  | 1-0   | Roman Zirnwald / Serena Au-Yeong  | 21-13, 21-16        |
| SH                      | Oscar Guo                                    | 0-1   | Luka Wraber                       | 21-13, 10-21, 12-21 |
| DH                      | Kevin Dennerly-Minturn / Oliver Leydon-Davis | 1-0   | Dominik Stipsits / Roman Zirnwald | 18-21, 21-19, 21-17 |
| SD                      | Sally Fu                                     | 1-0   | Katharina Hochmeir                | 22-20, 21-11        |
| DD                      | Anona Pak / Danielle Tahuri                  | -     | Serena Au-Yeong / Antonia Meinke  | non disputé         |

## Groupe 3

### Phase préliminaire (poules)

#### Groupe 3A
| Équipe             | Points | Joués | Gagnés | Perdus | Matches | Matches | Sets | Sets | Points | Points |
| Équipe             | Points | Joués | Gagnés | Perdus | +       | -       | +    | -    | +      | -      |
| ------------------ | ------ | ----- | ------ | ------ | ------- | ------- | ---- | ---- | ------ | ------ |
| Macao              | 2      | 2     | 2      | 0      | 10      | 0       | 20   | 2    | 461    | 251    |
| Nouvelle-Calédonie | 1      | 2     | 1      | 1      | 6       | 9       | 9    | 12   | 346    | 370    |
| Guam               | 0      | 2     | 0      | 2      | 1       | 9       | 3    | 18   | 251    | 437    |

| 21 mai | Nouvelle-Calédonie               | 4 - 1 | Guam                   | Score        |
| ------ | -------------------------------- | ----- | ---------------------- | ------------ |
| SH     | Jérémy Lemaître                  | 1-0   | Sunardi Li             | 21-8, 21-11  |
| SD     | Johanna Kou                      | 1-0   | Grace Cai              | 21-13, 23-21 |
| DH     | Ronan Ho-Yagues / Morgan Paitio  | 1-0   | Sunardi Li / David Yao | 21-7, 21-15  |
| DD     | Dgenyva Matauli / Cécilia Moussy | 0-1   | Grace Cai / Sarah Cai  | 18-21, 20-22 |
| MX     | Johanna Kou / Morgan Paitio      | 1-0   | Sarah Cai / David Yao  | 21-10, 21-10 |

| 22 mai | Macao                       | 5 - 0 | Guam                   | Score               |
| ------ | --------------------------- | ----- | ---------------------- | ------------------- |
| SH     | Pui Pang Fong               | 1-0   | Sunardi Li             | 21-6, 21-4          |
| SD     | Chan Kit Lei                | 1-0   | Grace Cai              | 21-15, 19-21, 21-10 |
| DH     | Che Pui Ngai / Lam Hou Him  | 1-0   | Sunardi Li / David Yao | 21-8, 21-11         |
| DD     | Gong Xue Xin / Ng Weng Chi  | 1-0   | Grace Cai / Sarah Cai  | 21-9, 21-8          |
| MX     | Iek U Ieong / Wong Kit Ieng | 1-0   | Sarah Cai / David Yao  | 21-11, 21-10        |

| 23 mai | Nouvelle-Calédonie              | 0 - 5 | Macao                       | Score               |
| ------ | ------------------------------- | ----- | --------------------------- | ------------------- |
| DH     | Ronan Ho-Yagues / Morgan Paitio | 0-1   | Che Pui Ngai / Lam Hou Him  | 20-22, 21-18, 12-21 |
| SD     | Dgenyva Matauli                 | 0-1   | Ng Weng Chi                 | 6-21, 11-21         |
| SH     | Jérémy Lemaître                 | 0-1   | Pui Pang Fong               | 9-21, 22-24         |
| DD     | Johanna Kou / Dgenyva Matauli   | 0-1   | Gong Xue Xin / Ng Weng Chi  | 6-21, 6-21          |
| MX     | Yohan De Geoffroy / Johanna Kou | 0-1   | Iek U Ieong / Wong Kit Ieng | 11-21, 14-21        |

#### Groupe 3B
| Équipe    | Points | Joués | Gagnés | Perdus | Matches | Matches | Sets | Sets | Points | Points |
| Équipe    | Points | Joués | Gagnés | Perdus | +       | -       | +    | -    | +      | -      |
| --------- | ------ | ----- | ------ | ------ | ------- | ------- | ---- | ---- | ------ | ------ |
| Sri Lanka | 3      | 3     | 3      | 0      | 15      | 0       | 30   | 0    | 630    | 249    |
| Slovaquie | 2      | 3     | 2      | 1      | 10      | 5       | 20   | 10   | 543    | 382    |
| Fidji     | 1      | 3     | 1      | 2      | 4       | 11      | 9    | 24   | 416    | 652    |
| Tahiti    | 0      | 3     | 0      | 3      | 1       | 14      | 4    | 29   | 376    | 682    |

| 21 mai | Sri Lanka                                                   | 5 - 0 | Fidji                             | Score       |
| ------ | ----------------------------------------------------------- | ----- | --------------------------------- | ----------- |
| SH     | Dinuka Karunaratna                                          | 1-0   | Martin Feussner                   | 21-3, 21-5  |
| SD     | Thilini Pramodika Hendahewa                                 | 1-0   | Karyn Gibson                      | 21-5, 21-3  |
| DH     | Dinuka Karunaratna / Niluka Karunaratne                     | 1-0   | Ahmad Ali / Soon Seng Low         | 21-5, 21-8  |
| DD     | Thilini Pramodika Hendahewa / Kavindi Ishandika Sirimannage | 1-0   | Karyn Gibson / Danielle Whiteside | 21-8, 21-7  |
| MX     | Renu Chandrika Hettiarachchige / Niluka Karunaratne         | 1-0   | Ahmad Ali / Danielle Whiteside    | 21-5, 21-10 |

| 21 mai | Slovaquie                          | 5 - 0 | Tahiti                              | Score       |
| ------ | ---------------------------------- | ----- | ----------------------------------- | ----------- |
| MX     | Matej Hlinican / Katarina Vargova  | 1-0   | Rauhiri Goguenheim / Esther Tau     | 21-9, 21-9  |
| SH     | Milan Dratva                       | 1-0   | Louis Beaubois                      | 21-4, 21-9  |
| SD     | Martina Repiska                    | 1-0   | Camille Lepetit                     | 21-4, 21-2  |
| DH     | Milan Dratva / Matej Hlinican      | 1-0   | Louis Beaubois / Rauhiri Goguenheim | 21-12, 21-9 |
| DD     | Martina Repiska / Katarina Vargova | 1-0   | Camille Lepetit / Esther Tau        | 21-6, 21-13 |

| 23 mai | Sri Lanka                                            | 5 - 0 | Tahiti                               | Score       |
| ------ | ---------------------------------------------------- | ----- | ------------------------------------ | ----------- |
| MX     | Buwenka Goonathileka / Kavindi Ishandika Sirimannage | 1-0   | Rauhiri Goguenheim / Aurélie Bouttin | 21-4, 21-9  |
| SH     | Niluka Karunaratne                                   | 1-0   | Louis Beaubois                       | 21-5, 21-4  |
| SD     | Thilini Pramodika Hendahewa                          | 1-0   | Camille Lepetit                      | 21-5, 21-6  |
| DH     | Dinuka Karunaratna / Niluka Karunaratne              | 1-0   | Rauhiri Goguenheim / Manuarii Ly     | 21-9, 21-9  |
| DD     | Thilini Pramodika / Kavindi Ishandika Sirimannage    | 1-0   | Aurélie Bouttin / Esther Tau         | 21-10, 21-6 |

| 23 mai | Slovaquie                          | 5 - 0 | Fidji                             | Score        |
| ------ | ---------------------------------- | ----- | --------------------------------- | ------------ |
| MX     | Milan Dratva / Katarina Vargova    | 1-0   | Ahmad Ali / Danielle Whiteside    | 21-14, 21-9  |
| SH     | Matej Hlinican                     | 1-0   | Liam Fong                         | 21-10, 21-9  |
| SD     | Martina Repiska                    | 1-0   | Karyn Gibson                      | 21-8, 21-2   |
| DH     | Milan Dratva / Matej Hlinican      | 1-0   | Ahmad Ali / Soon Seng Low         | 21-9, 21-13  |
| DD     | Martina Repiska / Katarina Vargova | 1-0   | Karyn Gibson / Danielle Whiteside | 21-11, 21-10 |

| 24 mai | Sri Lanka                                                   | 5 - 0 | Slovaquie                          | Score        |
| ------ | ----------------------------------------------------------- | ----- | ---------------------------------- | ------------ |
| MX     | Buwenka Goonathileka / Kavindi Ishandika Sirimannage        | 1-0   | Milan Dratva / Katarina Vargova    | 21-15, 21-7  |
| SH     | Niluka Karunaratne                                          | 1-0   | Matej Hlinican                     | 21-13, 21-15 |
| SD     | Thilini Pramodika Hendahewa                                 | 1-0   | Martina Repiska                    | 21-16, 21-19 |
| DH     | Dinuka Karunatatna / Niluka Karunaratne                     | 1-0   | Milan Dratva / Matej Hlinican      | 21-11, 21-10 |
| DD     | Thilini Pramodika Hendahewa / Kavindi Ishandika Sirimannage | 1-0   | Martina Repiska / Katarina Vargova | 21-6, 21-11  |

| 24 mai | Tahiti                               | 1 - 4 | Fidji                             | Score               |
| ------ | ------------------------------------ | ----- | --------------------------------- | ------------------- |
| MX     | Rauhiri Goguenheim / Aurélie Bouttin | 0-1   | Ahmad Ali / Karyn Gibson          | 22-24, 22-20, 14-21 |
| SH     | Louis Beaubois                       | 1-0   | Liam Fong                         | 21-16, 17-21, 21-18 |
| SD     | Camille Lepetit                      | 0-1   | Danielle Whitside                 | 16-21, 12-21        |
| DH     | Rauhiri Goguenheim / Manuarii Ly     | 0-1   | Ahmad Ali / Soon Seng Low         | 21-16, 17-21, 19-21 |
| DD     | Aurélie Bouttin / Esther Tau         | 0-1   | Karyn Gibson / Danielle Whiteside | 17-21, 13-21        |

### Matches de classement
| Match pour la 21e place |                             |       |                                                             |             |
| 25 mai                  | Macao                       | 0 - 3 | Sri Lanka                                                   | Score       |
| MX                      | Gong Xue Xin / Iek U Ieong  | 0-1   | Buwenka Goonathileka / Kavindi Ishandika Sirimannage        | 10-21, 4-21 |
| SH                      | Pui Pang Fong               | 0-1   | Niluka Karunaratne                                          | 17-21, 6-21 |
| SD                      | Ng Weng Chi                 | 0-1   | Thilini Pramodika Hendahewa                                 | 9-21, 7-21  |
| DH                      | Che Pui Ngai / Lam Hou Him  | -     | Dinuka Karunaratna / Niluka Karunaratne                     | non disputé |
| DD                      | Ng Weng Chi / Wong Kit Ieng | -     | Thilini Pramodika Hendahewa / Kavindi Ishandika Sirimannage | non disputé |

| Match pour la 23e place |                                   |       |                                    |             |
| 25 mai                  | Nouvelle-Calédonie                | 0 - 3 | Slovaquie                          | Score       |
| MX                      | Yohan De Geoffrey / Johanna Kou   | 0-1   | Matej Hlinican / Katarina Vargova  | 17-21, 8-21 |
| SH                      | Ronan Ho-Yagues                   | 0-1   | Milan Dratva                       | 7-21, 3-21  |
| SD                      | Cécilia Moussy                    | 0-1   | Martina Repiska                    | 10-21, 7-21 |
| DH                      | Jérémy Lemaître / Morgan Paitio   | -     | Milan Dratva / Matej Hlinican      | non disputé |
| DD                      | Dgenyva Matauli / Tiphaine Tamolé | -     | Martina Repiska / Katarina Vargova | non disputé |

| Match pour la 25e place |                        |       |                                  |              |
| 25 mai                  | Guam                   | 1 - 3 | Fidji                            | Score        |
| MX                      | Sarah Cai / David Yao  | 0-1   | Ahmad Ali / Karyn Gibson         | 16-21, 8-21  |
| SH                      | Sunardi Li             | 0-1   | Liam Fong                        | 10-21, 8-21  |
| SD                      | Grace Cai              | 1-0   | Danielle Whiteside               | 21-13, 24-22 |
| DH                      | Sunardi Li / David Yao | 0-1   | Ahmad Ali / Low Soon Seng        | 10-21, 12-21 |
| DD                      | Grace Cai / Sarah Cai  | -     | Karyn Gibson / Danielle Whitside | non disputé  |

## Classement final
| 1. Corée du Sud 2. Chine 3. Japon Thaïlande 4. Danemark Malaisie Taipei chinois Inde | 1. Indonésie Hong Kong Russie Allemagne 2. Viêt Nam 3. Singapour 4. Australie 5. Canada 6. Écosse | 1. États-Unis 2. Nouvelle-Zélande 3. Autriche 4. Sri Lanka 5. Macao 6. Slovaquie 7. Nouvelle-Calédonie 8. Fidji 9. Guam 10. Tahiti |